# Jules Pièrre Rambur

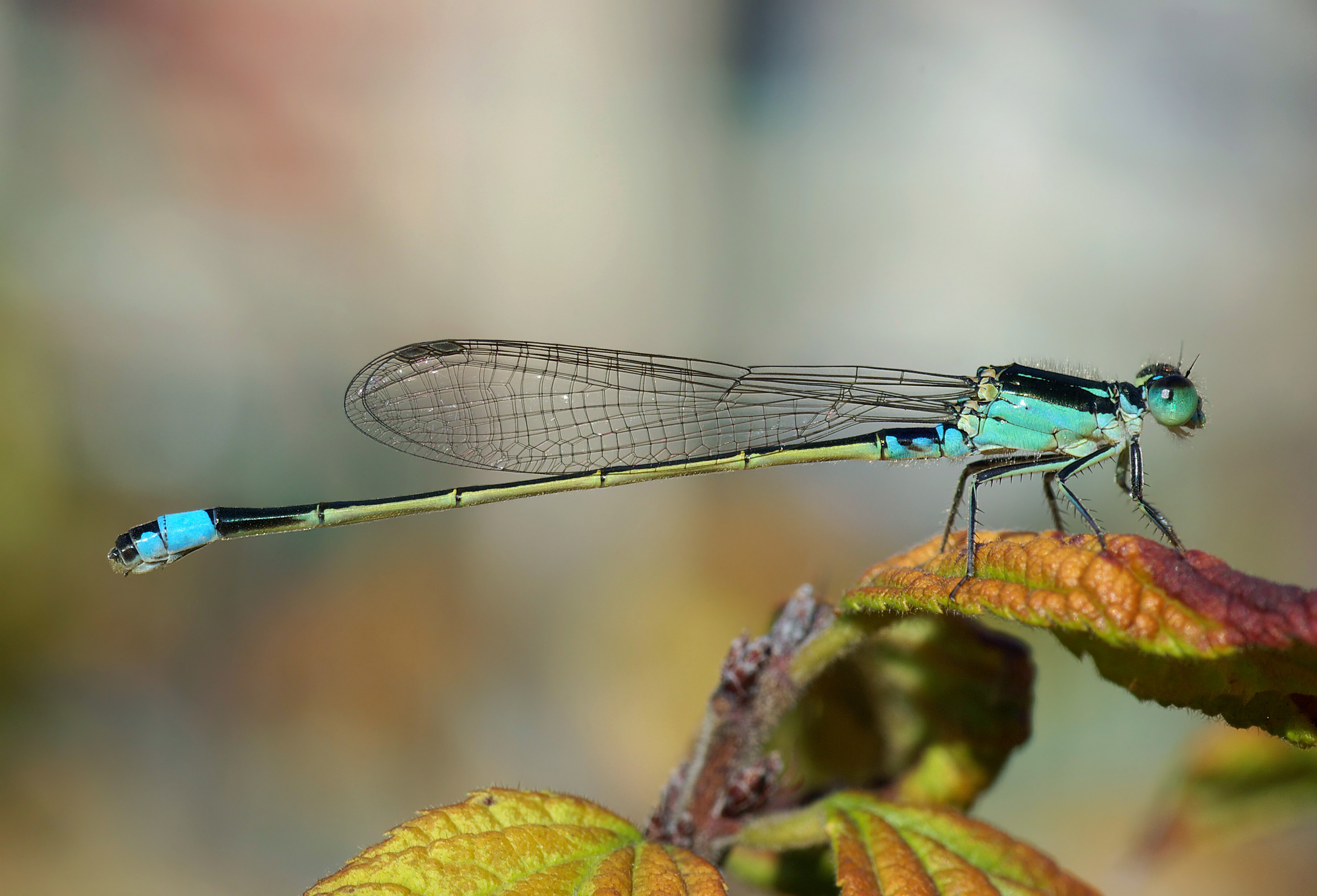
Ischnura senegalensis, libèl·lula classificada por Rambur.

Jules Pièrre Rambur   (Ingrandes-de-Touraine, 21 de juliol de 1801 - Ginebra, 10 d'agost de 1870) va ser un entomòleg francès. Nascut a Chinon, va estudiar la fauna de Còrsega i Andalusia. Membre de la Société entomologique de France, va ser autor de la Histoire Naturelle des insectes (1842).

## Publicacions
- Catalogue des lépidoptères insectes Néuroptères de l'île de Corse (1832)
- Faune entomologique de l'Andalousie (dos volúmenes, 1837-1840)
- Histoire naturelle des insectes(part of the Suites à Buffon, 1842)
- Catalogue systématique des Lépidoptères de l'Andalousie (1858-1866).